# Roger Dutilleul
Pour les articles homonymes, voir Dutilleul.
Roger Collart-Dutilleul, né le 19 décembre 1872 à Paris et mort le 22 janvier 1956 dans cette même ville, est un mécène et collectionneur d'art français. 

## Biographie
Petit-fils de Jules Collart-Dutilleul, Roger Dutilleul, est le fils de François Georges Augustin Collart-Dutilleul et de Jenny Dupuytrem. Il commence sa collection en 1905 auprès de grands marchands d'art, comme Ambroise Vollard ou Léonce Rosenberg. En 1907, il rencontre Daniel-Henry Kahnweiler qui vient d'ouvrir sa galerie et dont il devient l'un des premiers clients. Il acquiert d'abord des toiles fauves, de Georges Braque, André Derain, Maurice de Vlaminck, Othon Friesz ou Kees van Dongen, avant de s'intéresser à la peinture cubiste. À partir de 1908, date à laquelle il achète Paysage à l'Estaque de Georges Braque, il revend ou échange une partie de ses œuvres fauves pour acquérir des œuvres cubistes, de Pablo Picasso, Henri Laurens ou Fernand Léger dont il rassemble un des ensembles les plus considérables de son époque. Achetant les toiles peu après leur exécution, il soutient pendant des années des artistes comme Amedeo Modigliani, Fernand Léger ou André Lanskoy dont il est le principal acheteur pendant une quinzaine d'années. Il s'intéresse à l'école de Paris jusque dans les années 1950, mais aussi à la peinture naïve et achète notamment des œuvres de Gertrude O'Brady, Louis Vivin et André Bauchant.
En 1956, peu avant sa mort, il répartit sa collection dont il transmet une grande partie à son neveu, Jean Masurel, lui-même collectionneur, qui en fait don, avec sa propre collection, à la communauté urbaine de Lille en 1979. Cette donation est à l'origine de la création du LaM de Villeneuve-d'Ascq qui ouvre ses portes quelques années plus tard, en 1983.
Il est mort à son domicile de la rue Monceau, en 1956 et est enterré au cimetière du Père-Lachaise (39e division).

### Sources
- Jean-Michel Stievenard, L'art moderne à Villeneuve-d'Ascq: Histoire d'un musée et d'une collection, 2017